# Desert Palms, Kalifornien
Desert Palms är en ort (CDP) i Riverside County, i delstaten Kalifornien, USA. Enligt United States Census Bureau har orten en folkmängd på 6 957 invånare (2010) och en landarea på 6,9 km².